# Quinbolone
Quinbolone (INN, USAN), được bán dưới tên thương hiệu Anabolicum và Anabolvis, là một steroid androgen và đồng hóa (AAS) đã được bán trên thị trường ở Ý trước đây. Nó được phát triển bởi Parke-Davis  dưới dạng AAS khả thi bằng đường uống với ít hoặc không có độc tính cho gan.

## Hóa học
Quinbolone, còn được gọi là δ1-testosterone 17β-cyclopent-1-enyl enol ether hoặc asrosta-1,4-dien-17β-ol-3-one 17β- (1-cyclopent-1-ene) enol ether, là một steroid tổng hợp androstane và một dẫn xuất của testosterone. Đó là C17β cyclopentyl enol ether của boldenone (δ1-testosterone). Một AAS có liên quan là boldenone undecylenate (δ1-testosterone 17β-undec-10-enoate).

### Tổng hợp
Quinbolone có thể được điều chế từ testosterone. Mất nước bằng cách sử dụng các hình thức DDQ boldenone. Phản ứng với 1,1-dimethoxycyclopentane sau đó đun nóng để loại bỏ metanol tạo ra quinbolone. 

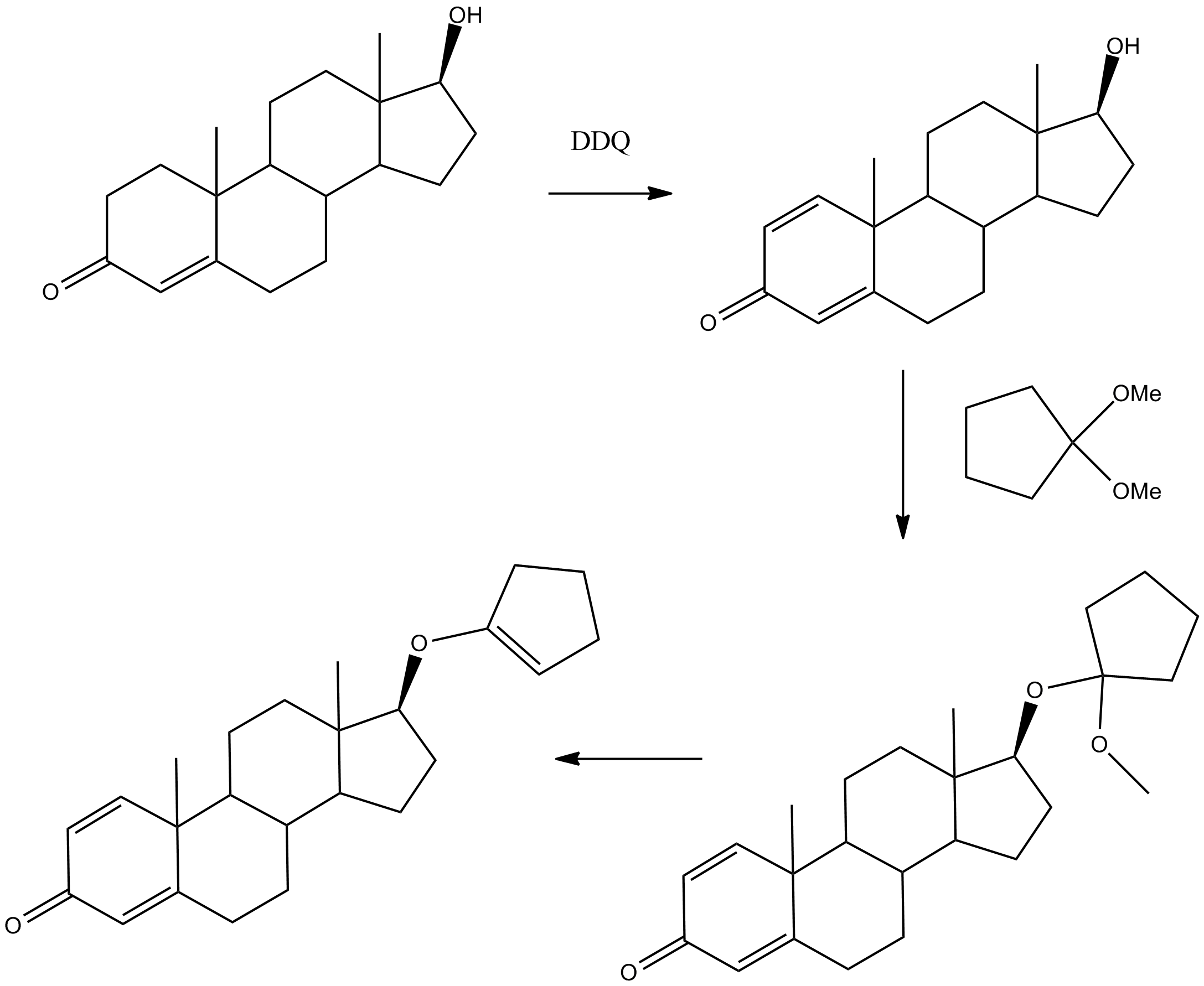
Tổng hợp quinbolone:

## Lịch sử
Quinbolone được mô tả sớm nhất là vào năm 1962. Nó được bán ở Ý bởi Parke-Davis.